# なるぱお
なるぱお（1995年1月31日 - ）は、日本の女性DJ、タレント、モデル。
広島県出身。

## 略歴
2015年7月、Twitterに投稿した『水着でMiMiMi』動画が話題となった事がきっかけでデビュー。
その後、DJ・モデル・TV番組出演など、マルチタレントとして活動。
2017年2月1日、自身のMIX CDをリリース。
不定期ではあるが、現在も様々な動画をTwitter等にアップしている。

## DJとしてのプレイスタイル
EDMを中心とした選曲となっている。

## 出演

### TV
- 教科書になった!?ネタ合戦(日本テレビ）

### 雑誌
- ポップティーン-2016年9月号（角川春樹事務所）

## ディスコグラフィー
1. MiMiMix!!! (2017年2月1日発売）発売元：グルービーレコード